# ヘンドリク・アンドリーセン
ヘンドリク・アンドリーセン（Hendrik Andriessen、1892年9月17日 - 1981年4月12日）は、オランダの作曲家・オルガン奏者。オルガンの即興演奏とオランダのカトリック典礼音楽を一新したことで知られている。

## 経歴
1892年、ハールレム生まれ。アムステルダム音楽院でベルナルト・ズヴェールスに作曲を、ジャン＝バティスト・デ・パウにオルガンを師事する。ユトレヒト大聖堂のオルガニストとなり、即興演奏で有名になった。1926年から1954年までアムステルダム音楽院で作曲と音楽理論を講義した。その間、1930年から1949年までユトレヒトのカトリック教会音楽の研究機関でも教えていた。1937年から1949年までユトレヒト音楽院の院長、続いて1957年までハーグの王立音楽院の院長を務めた。1952年から1962年までの間は、ナイメーヘンのラドバウド大学の員外教授でもあった。
作品には8つのミサ曲、テ・デウム、4つの交響曲、管弦楽のための変奏曲、オーケストラ伴奏の歌曲、室内楽、チェロソナタ、ピアノソナタ、オルガン独奏曲がある。作曲技法はフランス音楽の強い影響がみられる。

## 家族・親族
作曲家のユリアーン・アンドリーセンとルイ・アンドリーセンの父である。

## 文献
- Anton de Jager, Paul Op de Coul, Leo Samama (red.): Duizend kleuren van muziek. Leven en werk van Hendrik Andriessen. Walburg Pers, Zutphen, 1992. ISBN 90 6011 781 6
- J.H. Moolenijzer: Hendrik Andriessen tachtig jaar. In vriendschap aangeboden. Gottmer, Haarlem, 1972. 36 p.